# Бедлингтон теријер
Бедлингтон теријер је пасмина која потиче из рударског места Бедлингтон, грофовија Нортамберланд, на североистоку Енглеске. Изворно је узгајан за лов, али се користи на тркама паса и бројним другим псећим спортовима.
У блиском је сродству са данди динмонт теријером, малим енглеским хртом и видрашом.

## Основно
- Мужјак
  - Висина од 41 до 44 цм
  - Тежина од 7.7 до 10
- Женка
  - Висина од 38 до 42 цм
  - Тежина од 7.7 до 10

## Историја
Ова пасмина потиче из рударског места Бедлингтон, у Нортамберланду. Бедлингтон теријер редставља омиљеног пријатеља рудара североисточне Енглеске. Изворно су били познати као ротберски теријери, родберски теријери или "ротберски јагањци", јер је лорд Ротберија заволио ову расу.
Иако изгледом подсећају на јагње, Бедлингтон теријер је заправо био задужен за тешке, често и смртоносне, задатке током своје историје. Узгајан 1800-тих година, Бедлингтон теријер је кориштен за лов на лисице, зечеве и јазавце, а од ове расе се очекивало и да лови глодаре.
Први Бедлингтон теријер је узгајан 1825. године и звао се Пајпер. Пајпер је и са 14 година старости ловио јазавце, иако је био скоро слеп и није имао зубе. Тада је ова раса сматрана најпаметнијом и најбржом међу теријерима.

## Карактеристике пса

### Нарав
Бедлингтон теријер је одличан пријатељ и пас чувар, опрезан, енергичан, интелигентан, живахан. разигран и веома позудан. Ужива да буде у центру пажње и обожава да анимира своје људе. Овај пас има мирну нарав и изгледа као јагње, али не треба заборавити да је у питању теријер. Бедлингтон теријер ће појурити животињу која бежи од њега, као нпр. мање псе, мачке, веверице, хрчкове. Тада почиње да исијава његова интелигенција, јер је он увек корак испред свог плена.  По природи је привржен, достојанствен, када је миран онда је благ, али када је раздражен веома је храбар.

### Општи изглед
Бедлингтон теријер је елегантан, гибак, мишићав пас без знакова слабости и грубости. Облик главе је крушкасти или клинасти. Очи су му релативно мале и светле. Уши су у облику лешника, средње величине, ниско усађене, висе уз образе. Прекривене су кратком, фином длаком са беличастим свиленкастим ресама при врху. Тело је мишићаво и видљиво гипко. Што се тиче репа, он је средње дужине, дебео у корену, сужава се у једну тачку и елегантно је савијен, ниско усађен и никада није ношен изнад леђа. Длака Бедлингтон теријера је дебела и мека, доста изнад коже, али није чврста. Има изразиту тенденцију да се увија, нарочито на глави и личном делу. Боја длаке је плава, смеђа или боја песка са или без светлосмеђих нијанси. Што се тиче кретања ове расе, способни су за галопирање великом брзином, што се види и по њиховом изгледу.

## Нега и здравље
Потребна им је нега длаке, коју треба редовно четкати. Поред четкања длаке, која се врло мало лиња, потребно је и скраћивати сваких пар недеља. Осим скраћивања длаке, потребно је и скраћивање ноктију сваких пар месеци. Што се тиче физичке активности, овој раси је потребно доста простора и свакодневна физичка активност. Спада у најмирнији тип теријера када је у кући, али је срећнији када има приступ дворишту. 
Бедлингтон теријер је генерално здрава раса, мада може патити од наследне болести јетре, тј. болест складиштења бакра (болест као Вилсонова болест код људи). Међутим, данас је доступан ДНК тест, па се тако могу тестирати сви пси који се узгајају.
Животни век ове расе је од 13 до 17 година.